# Balanite

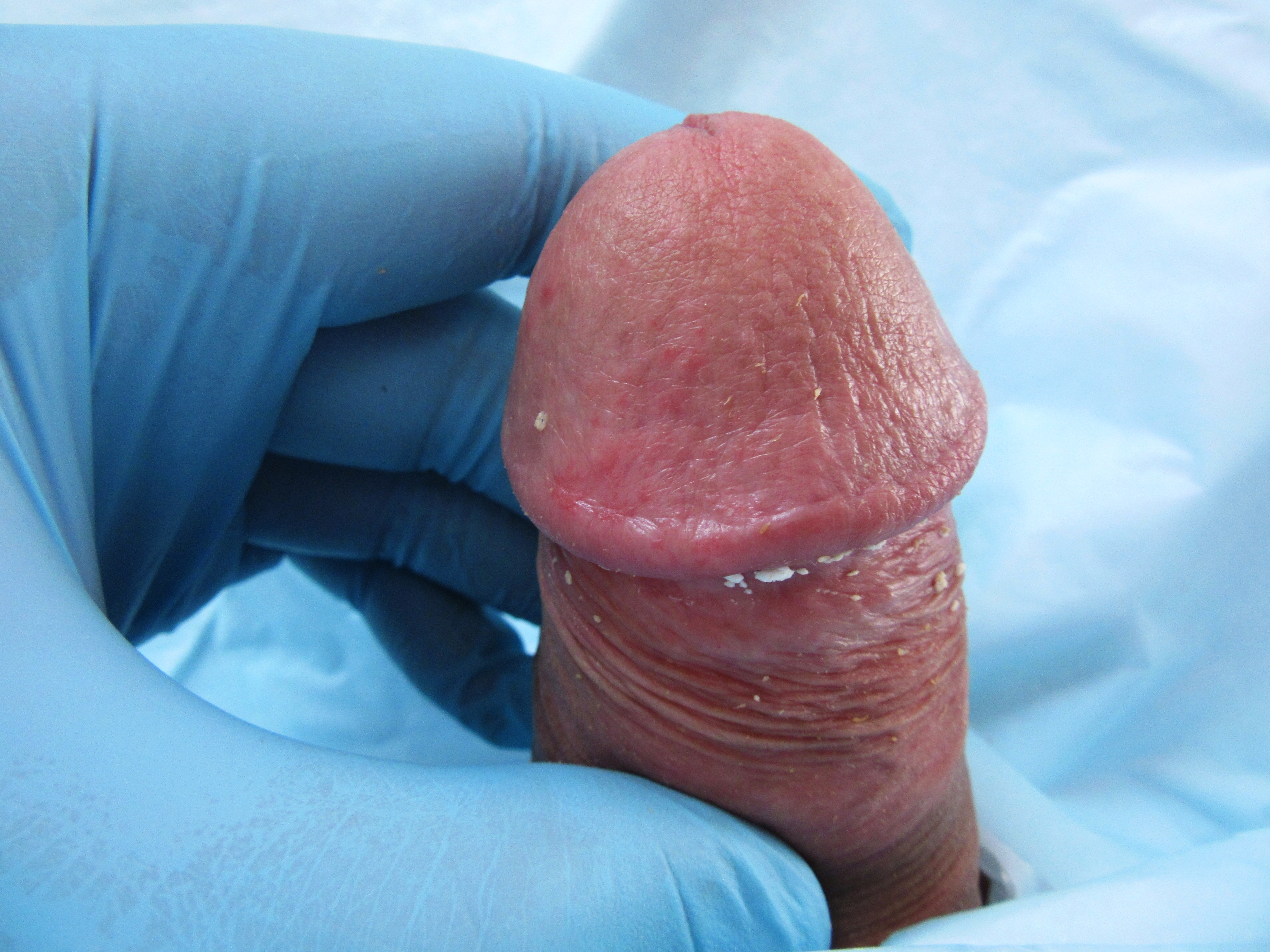
Balanite causada por esmegma

Balanite é uma inflamação da glande do pênis. Quando o prepúcio também é afetado, o termo adequado é balanopostite. A balanite em meninos que ainda usam fraldas deve ser diferenciada da vermelhidão causada pela dermatite amoniacal. A palavra balanite vem do grego βάλανος balanos, que significa literalmente 'bolota', usada devido à semelhança no formato com a glande do pênis.

## Causa
A inflamação tem muitas causas possíveis, incluindo irritação por substâncias ambientais, certos medicamentos, trauma físico e infecções bacterianas, virais ou fúngicas. Algumas dessas infecções são sexualmente transmissíveis.
É menos comum entre pessoas circuncidadas , pois em muitos casos uma disfunção do prepúcio é um fator causal ou contribuinte. Tanto a limpeza insuficiente quanto a limpeza excessiva podem causar problemas.

## Epidemiologia
A balanite “é uma condição comum que afeta 11% dos homens adultos atendidos em clínicas de urologia e 3% das crianças” nos Estados Unidos; globalmente, a balanite "pode ocorrer em até 3% dos homens não circuncidados".